# Francesc Caula i Vegas
Francesc Caula i Vegas (Osuna, 1887 - Barcelona, 1973). Nacido en la ciudad de Osuna, pero que adoptó Gerona, en la región de Cataluña.

## Biografía
Fue un historiador que estudió derecho, pero que dedicó gran parte de su vida para investigar la historia de La Garrocha. Escribió para el gran público, pero para describir y publicar sobre la comarca, ubicada en región montañosa privilegiada en Cataluña, anteriormente conocida como Besalú. Además de publicar varios libros y artículos científicos, también fue un refinado dibujante. 
Un importante descubrimiento hecho por el investigador, fue la de la Casa Juvinya, una construcción de arquitectura civil romana, que duró hasta los días actuales, sufrió sólo algunas acciones del tiempo. La casa está en San Juan les Fonts, y data de mediados del siglo XI. El descubrimiento fue hecho en 1917, dando inicio a una serie de investigaciones, sobre su origen, sus ocupantes, las familias y las genealogías de los antiguos propietarios.
Para su investigación, consultó un gran número de fuentes documentales en archivos locales y privados, con los cuales él produjo algunas de las obras más importantes escritas en este municipio. Las parroquias y comunas de Santa Eulàlia de Begudà y Sant Joan les Fonts y El regente senyorial son dos ejemplos del trabajo realizado por Caula, libros que se convierten en un material esencial para conocer la historia de este municipio. Además, participó en diferentes publicaciones periódicas de consejo y catalán, como la revista Olotina El deber.
Durante los años de residencia en Sant Joan les Fonts participó activamente en la vida política, siendo alcalde de la ciudad en la década de los años 1920. En ese período él preparó el escudo municipal, estableció el calendario de la Fiesta Mayor y participó con educación de diseño para los adolescentes de la calle, ciudad.
La Biblioteca Pública de Saint Joan Les Fonts homenajeó el edificio público con su nombre.